# HD 193373
HD 193373，又名BD+12 4289，SAO 105961、HR 7771，是一颗恒星，视星等为6.21，位于銀經55.22，銀緯-12.74，其B1900.0坐标为赤經20h 14m 47.6s，赤緯+12° -12.74′ 13″。